# 芒特卡羅爾鎮區 (伊利諾伊州卡羅爾縣)
芒特卡洛爾鎮區（英語：Mount Carroll Township）是位於美國伊利諾伊州卡洛爾縣的一個行政鎮區。

## 地方資料
根據2010年美國人口普查的數據，芒特卡洛爾鎮區的面積為97.40平方千米，當中陸地面積為97.20平方千米，而水域面積為0.20平方千米。當地共有人口2146人，而人口密度為每平方千米22.03人。